# Langona senegalensis
Langona senegalensis är en spindelart som beskrevs av Berland, Millot 1941. Langona senegalensis ingår i släktet Langona och familjen hoppspindlar. Inga underarter finns listade i Catalogue of Life.